# Dromaeolus arduus
Dromaeolus arduus är en skalbaggsart som beskrevs av Sharp 1908. Dromaeolus arduus ingår i släktet Dromaeolus och familjen halvknäppare. Inga underarter finns listade i Catalogue of Life.